# نوسانتارا بوانا ایر
نوسانتارا بوانا ایر (به انگلیسی: Nusantara Buana Air) یک شرکت هواپیمایی است. دفتر مرکزی نوسانتارا بوانا ایر در مدان، اندونزی واقع شده‌است و به ۱۲ مقصد از جمله آچه، سوماترای شمالی، سوماترای غربی، بنگکولو، و ملوک، پرواز انجام می‌دهد.